# Rinkeby-Kista
Rinkeby-Kista est un quartier, ancien district du Sud de Stockholm, en  Suède.
Il compte quatre sous-parties : Akalla, Husby, Kista et Rinkeby.

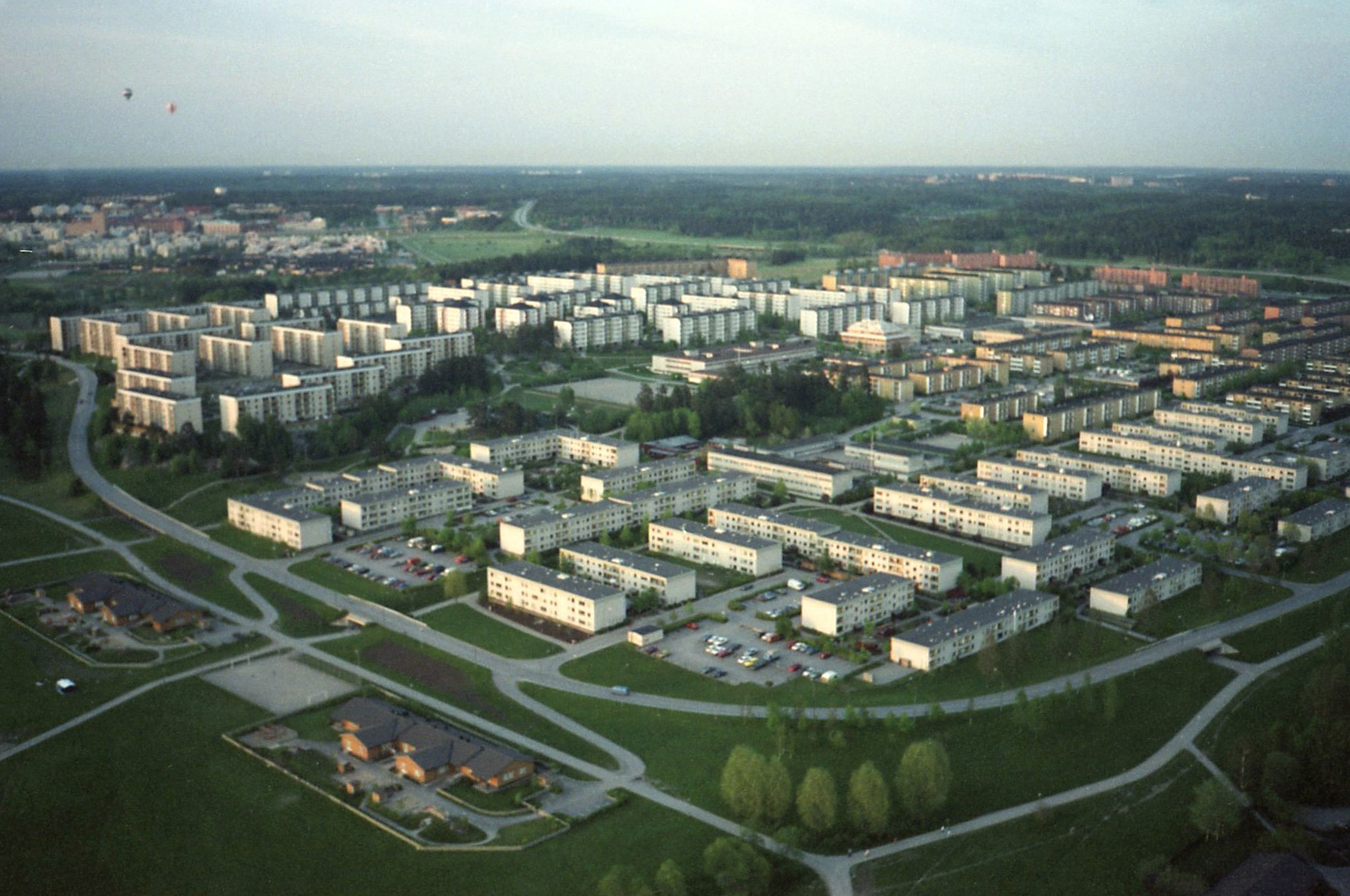
Vue aérienne de Rinkeby.

## Histoire
Il est le fruit de la fusion en 2007 des quartiers de Rinkeby et de Kista.
Il fusionne avec celui de Spånga-Tensta en 2023 pour former le district de Järva stadsdelsområde.